# Au am Rhein

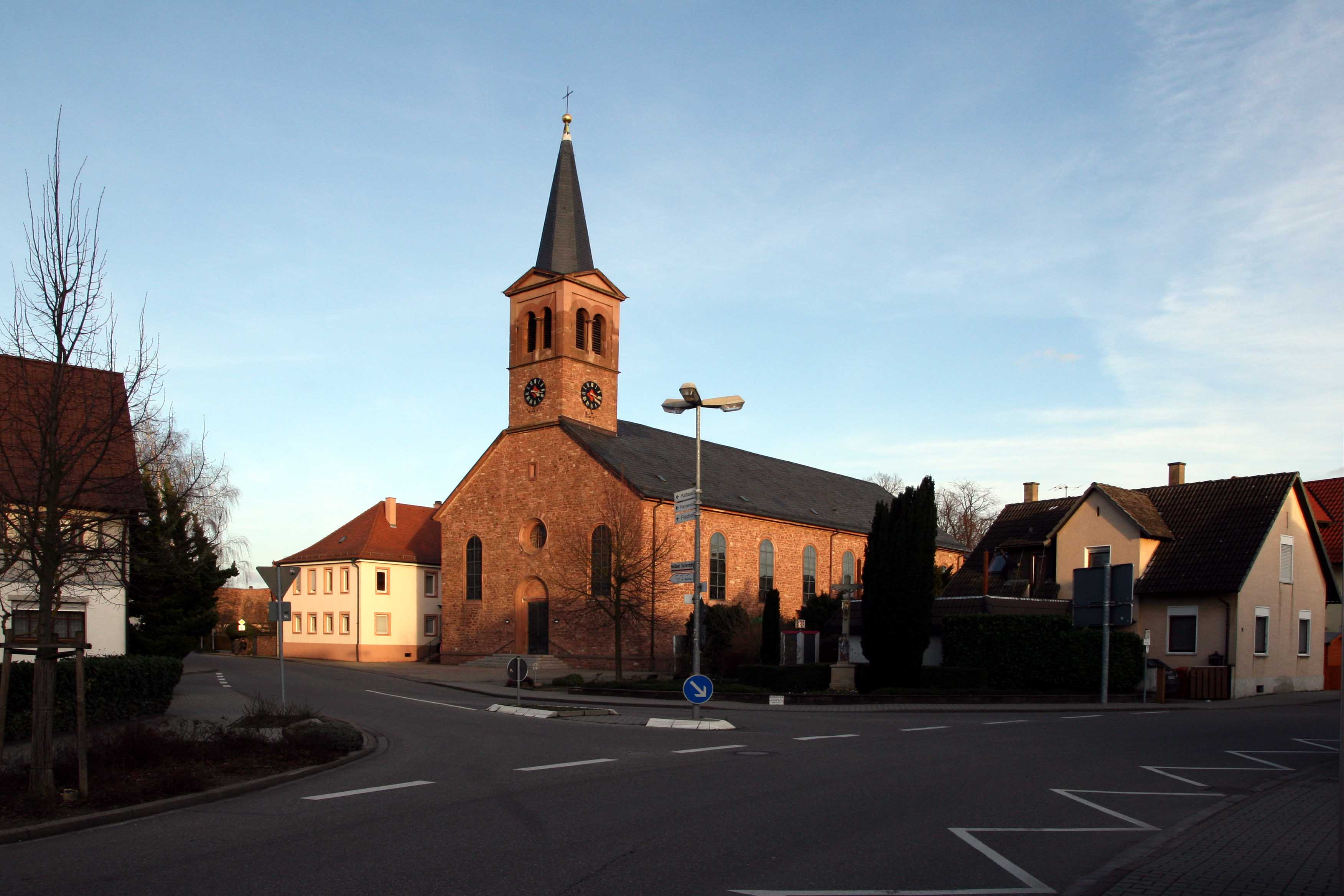
Au am Rhein

Au am Rhein – miejscowość i gmina w Niemczech, w kraju związkowym Badenia-Wirtembergia, w rejencji Karlsruhe, w regionie Mittlerer Oberrhein, w powiecie Rastatt, wchodzi w skład związku gmin Durmersheim. Leży nad Renem, ok. 10 km na północ od Rastatt, przy granicy z Francją i Nadrenią-Palatynatem.